# 湖南石门电厂
湖南石门电厂（湖南华电常德发电有限公司）位于湖南省石门县，始建于1968年，为一家燃煤火力发电厂，2001年成为亚太地区首家同时通过ISO9001质量管理体系和ISO4001环境管理体系双认证的燃煤火力发电厂。现共有四台单机30万千瓦的发电机组，装机总容量120万千瓦。由大唐集团负责运行与维护。

## 历史
石门电厂始建于1968年，时名为“湖南省石门电厂”，2004年11月完成公司化改制。经过三期技术改造，现有4台30万千瓦机组。

## 一期工程
电石门电厂一期工程（湖南石门电厂）分别由湖南省电力公司，湖南省经济建设投资公司、华中电力开发公司与常德市经济建设投资公司共同投资兴建，一期工程装机总容量60万千瓦，使用2台30万千瓦燃煤发动机组装机，总投资27.31亿元，是湖南省第一个自行设计、自行安装、自行调试和自行管理的国产机组。工程于1993年11月17日正式动工，两台机组先后于1995年12月和1996年9月并网发电。

## 二期工程
电石门电厂二期工程（湖南华电石门电厂）由华电集团投建，由“湖南华电常德发电有限公司”负责建设与管理。工程项目在原石门电厂一期基础上扩建2台30万千瓦燃煤发电机组，总投资25亿元，于2003年10月22日开工，二台机组两台机组先后于2005年9月23日和2006年3月29日在完成168小时试运行后正式投入商业营运。二期工程是华电集团在湖南的第一个电源建设项目，采用开式循环系统，同步建设脱硫设施，这也是湖南火电建设同步安装脱硫设施的第一个电源项目，二氧化硫脱硫率达到96％。